# Can Nadal (Lliçà de Vall)
Situada al Pla de Lliçà de Vall, a la zona de les Les Torres o Santa Maria del Vallès, és una de les onze pagesies més antigues del terme de Lliçà de Vall. Existeix divergència sobre la seva història. Hi ha referències documentals que la situen al segle xvi sota la propietat de "Can Mollet" (aquest alies fa referència a Pere Nadal). Per altra banda, al registre cadastral constava inscrita a nom de Barbany.
S'estenia a les dues bandes del riu Tenes, ocupant Les Casetes i el nucli antic.

## Arquitectura i situació geogràfica
La Masia està coberta a dues vessants i carener perpendicular a la façana ben centrat, la porta és un arc de migpunt que té catorze dovelles desiguals, al pis superior hi ha tres finestres neogòtiques conopials amb bona traceria, amb ornamentació geomètrica, a les impostes de l'arc dos bustos humans, un home i una dona, enfrontats. També hi ha un rellotge de sol a la façana.
Per la part posterior té una torre que sembla anterior a la construcció del davant, en els murs es veuen els afegitons i les obertures tapiades amb posterioritat.
Té tres finestres al pis superior, la central és més ampla. Es tracta d'arcs conopials amb mascarons esculpits. Són molt semblants a les finestres d'altres masies de la rodalia, com per eñemple les de Can Magarola o Can Vilardebó. Aquestes finestres daten dels primers anys del s.XX.
A un dels laterals hi ha un cos adossat, més baix, a un sol vessant, que per l'exterior sostenen cinc contraforts. A l'altre lateral de la façana una columna aguanta un terrabastall exterior, cobert, el qual s'hi arriba per una escala adosada a la façana. La part posterior de la casa és un altre cos, una mena de torre rectangular adossada d'aspecte molt compacte.
Al davant hi ha restes d'una antiga construcció, que sembla una masia molt petita més antiga. Amb dos contraforts que sostenen el mur. Conserva encara la porta d'entrada que és un arc de mig punt amb dovelles de pedra. També hi ha un porxo amb contraforts exteriors, amb coberta a dues vessants.
Avui a l'interior de la casa sense el terra del primer pis presenta un estat lamentable. S'hi arriba pel camí propi de la casa.
Hi tenia una bassa pràcticament enganxada a la cara de llevant, de la mateixa llargada que aquesta façana fins a arribar a la torre posterior, amb una amplada d'uns sis metres. S'omplia amb aigua de les mines dels set socis, que hi passava a ran, giraven l'aigua i l'omplien per amarar el cànem i regar.
També a prop de la casa hi passa l'anomenat torrent del Radium, que entra al terme de Lliçà de Vall per l'extrem SE de can Pessigos, passant per entre les cases d'aquest veïnat i per darrere de les actuals fàbriques, formant una mena de meandre quan passa per davant de can Nadal, ensotalat, dividint el pla d'aquesta casa, i continua en direcció SO a buscar el riu Tenes.
Antigament hi tenia un bosc a tocar de la cara de migdia de la casa, però actualment hi ha el polígon industrial.
El camí de can Nadal arrenca just després de la passera del camí de Granollers i marxa per les cases de cal Ros i can Francès, fins a la casa, i retorna a buscar aquell camí de cara al nord.
Encara hi queda el conreu de secà sobre la cara nord del camí de la caseta. Pertany, igual que la casa a l'OTA.
Davant la casa existeix espai de pas, cosa que ha fet que s'anés malmetent a poc a poc, pel constant tragí de l'anar i venir.

## Història
Can Nadal pertany actualment a l'OTA (Obra Tutelar Agrarïa).
Veiem el cognom Nadal referenciat a la casa durant el segle XVI; per tant, la teoria que s'originés el nom per venir la familia Barbany, procedents de can Nadal de Santa Quitèria, no sembla la més probable.
La familia Barbany van ser els propietaris durant molts anys i no podien vendre la finca, ja que, per disposició testamentària, havia de passar d'hereu a hereu, sempre que hi hagués descendència directa.
A causa de la mort del cap de la casa, que va deixar vídua amb tres fills petits, veient aquesta que no podia portar les terres per si mateixa, decidí posar-hi masovers i arrendar alguns terrenys.
Al 1912 entraren com a masovers en Jaume Ramon Villà i Matilde Collderam i Brunés. A partir de 1931, a poc a poc, es van anar venent les finques, fins que l'any 1958 tant la masia com la resta de terres van ser comprades per l'Obra Tutelar Agrària de Les Torres.
Venien euguesseres de fora que batien per les diferents cases del poble; ventaven amb forca, encara que més endavant també es feu amb màquina de maneta; feien els pallers de palla, trepadella, alfals, de flor de civada i apilant les piles de boll a la vora. De vegades es feien palleres de palla perquè els cabia més. A la seva època també s'hi batien les mongetes, cigrons i faves.
El gran espai de conreus que envoltava la casa es coneixia com el Pla. Els terrenys arribaven fins al peu de la serra de Can Riera.